# Britisk Burma
Britisk Burma blev efter de anglo-burmesiske krige en provins i Britisk Indien og senere en selvstændigt styret kronkoloni. Det britiske kolonistyre i Burma varede fra 1824 til 1948.

## Kolonisering af Burma
Konflikten mellem Burma og Storbritannien begyndte, da Konbaung-dynastiet besluttede at udvide sit territorium til Arakan og Assam, der grænsede op til det britisk kontrollerede Chittagong i Indien. Dette førte til den Første Anglo-Burmesiske Krig (1824-26).
De britiske styrker sendte en stor flådeekspedition, som indtog Rangoon uden modstand i 1824. Ved Danuphyu, ved Ayeyarwaddy-deltaet blev den burmesiske general Maha Bandula dræbt, og hans hær blev slået på flugt. Burma blev tvunget til at afstå Assam og andre nordlige provinser.
Yandabo-traktaten (1826) afsluttede den Første Anglo-Burmesiske Krig, den længste og mest kostbare krig i Britisk Indien historie. Femten tusind europæiske og indiske soldater døde, sammen med et ukendt antal burmesiske soldater og civile. Sammen kostede krigen briterne mellem 5 og 13 millioner pund sterling, som medførte en økonomisk krise i Britisk Indien i 1833.
Den anden anglo-burmesiske krig (1852) blev udløst af briterne, der søgte teaktræsskovene i det sydlige Burma samt en havn mellem Calcutta og Singapore. Efter 25 års fred brød krig ud mellem briterne og burmeserne, hvilket fortsatte indtil briterne havde besat hele den sydlige del af Burma. Krigen endte med britisk sejr, hvilket sikrede dem adgang til at udvinde værdifulde naturressourcer som teaktræ, olie og rubiner i de nyerobrede territorier.

## Adskillelse fra Indien
Den britiske regering adskilte provinsen Burma fra Britisk Indien den 1. april 1937 og indførte en ny forfatning, der etablerede et parlament valgt ved almindelige valg, samtidig med at burmeserne fik udvidet selvstyrre. Denne beslutning viste dig at være omstidt, da nogle burmesere frygtede, at det vil udlukke dem fra fremtidige indiske reformer. Ba Maw blev Burmas første premierminister, men måtte allerede i 1939 overlade posten til U Saw efter et magtkamp. U Saw var premierminister fra 1940, indtil han den 19. januar 1942 blev arresteret af briterne for at have arbejdet aktivt med japanerne, på at underminere det britiske kolonistyre.

## Anden Verdenskrig
Det japanske imperium invaderede Burma i december 1941 og havde ved udgangen af 1942 erobret store dele af den britiske koloni. I 1943 blev den japanskstøttede stat Burma udråbt i Rangoon, hvor regeringen fungerede som en marionetstat under japansk kontrol. Den blev ledet af statsoverhoved Ba Maw, der tidligere var flygtet fra fængsel i april 1942. Til trods for deres militære succes lykkedes det dog aldrig den japanske hær at sikre fuld kontrol over Burma, da oprørsaktiviter var udbredte. Alligevel betragtede den japanske hær ikke modstanden som lige så alvorlig en trussel som i andre besatte områder. I 1945 genvandt britiske styrker kontrollen over størstedelen af kolonien, og Rangoon blev generobret i maj 1945.

## Kampen for Selvstændighed
Japans overgivelse medførte, at Burma blev underlagt militær administration. De britiske myndigheder retsforfulgte Aung San og andre officerer fra den britisk-indiske hær for deres rolle i samarbejdet med japanerne under krigen. Earl Mountbatten of Burma, der på daværende tidspunkt tjente som Vicekonge og Generalguvernør for den britiske Raj, måtte håndtere at burmesiske statsansatte og politi strejkede. Strejkene organiseret af Aung San, i alliance med kommunister og socialister, havde stort folkeopbakning. Som følge heraf besluttede Mountbatten og generalmajor Hubert Rance at indlede direkte forhandlinger med Aung San. Disse forhandlinger resulterede i, at Aung San og hans partifæller fra den Antifascistiske Folkefrihedsliga fik repræsentation i guvernørens udøvende råd.
Det udøvende råd indledte forhandlinger om burmesisk ufahængighed, som med stort succes for Aung San, afsluttet i London med Aung San-Attlee-aftalen den 27. januar 1947. I april 1947, vandt de burmesiske socialister et flertal ved valget til den grundlovgivende forsamling. Den tidligere premierminister U Saw, som var tilhænger af kolonistyret, stod bag attentatet på Aung San og flere medlemmer af hans regering. Thakin Nu, den nye socialistiske leder, fik nu til opgave at danne en ny regereing, samtidig lede processen med uafhængighedserklæring. Burma Indepence Act 1947 blev vedtaget af det britiske parlament, og lidt over et år senere, den 4. januar 1948, opnåede Burma fuld sælvstændighed. Lige siden Burmas uafhængighed har der været borgerkrig i landet, som forsætter den dag i dag.

## Kultur
Forfatteren George Orwell skrev sin første roman, Burma Dage (1934), efter at have arbejdet som politibetjent i en grænseby i det sydlige Burma i 1920'erne. Handlingen er inspireret af hans oplevelser og tegner et billede af den britiske kolonimagts skyggeside.